# Brian Lee (hockey sur glace, 1984)
Pour les articles homonymes, voir Brian Lee et Lee.
Brian Lee (né le 5 juillet 1984 à Berrien Springs dans l'État du Michigan) est un joueur professionnel américain de hockey sur glace.

## Carrière de joueur
En 2000, il débute avec les Otters d'Érié dans la Ligue de Hockey de l'Ontario. En 2002, son équipe remporte la Coupe J.-Ross-Robertson. La même année, il est choisi au cours du repêchage d'entrée dans la Ligue nationale de hockey par les Mighty Ducks d'Anaheim au 3e tour, en 71e position. Il a par la suite été capitaine des Otters. En 2005-2006, il passe professionnel dans Ligue américaine de hockey avec les Admirals de Norfolk. Par la suite, il joue en grande partie dans l'ECHL. En 2007-2008, il est assistant-capitaine du Thunder de Stockton.
En 2008-2009, il signe en Europe, aux Diables Rouges de Briançon en Ligue Magnus. L'entraîneur Luciano Basile l'aligne aux côtés de François Groleau en première ligne de défense. L'équipe est battue en huitième de finale de la Coupe de France chez les Ducs de Dijon 3-1. Elle s'incline en finale de Coupe de la Ligue contre les Brûleurs de Loups de Grenoble 4-3 après prolongation. Les briançonnais, premiers de la saison régulière, sont défaits trois victoires à une en finale de la Ligue Magnus contre cette même équipe. Les grenoblois réalisent le quadruplé avec en plus le match des champions et la Coupe de France.

## Trophées et honneurs personnels
- Ligue canadienne de hockey
  - 31 janvier 2002 : participe au match des joueurs les plus prometteurs avec l'équipe Kelly Hrudey à Saskatoon[2].
- Otters d'Érié
  - 252 matchs, record du nombre de matchs disputés avec les Otters.
- Thunder de Stockton
  - 2008 : élu meilleur défenseur.

## Statistiques
| Saison    | Équipe                     | Ligue        |    | Saison régulière | Saison régulière | Saison régulière | Saison régulière | Saison régulière |    | Séries éliminatoires | Séries éliminatoires | Séries éliminatoires | Séries éliminatoires | Séries éliminatoires |
| Saison    | Équipe                     | Ligue        | PJ | B                | A                | Pts              | Pun              | PJ               | B  | A                    | Pts                  | Pun                  |                      |                      |
| 2000-2001 | Otters d'Érié              | LHO          | 50 | 0                | 3                | 3                | 35               | 9                | 0  | 0                    | 0                    | 4                    |                      |                      |
| 2001-2002 | Otters d'Érié              | LHO          | 66 | 5                | 14               | 19               | 115              | 21               | 1  | 6                    | 7                    | 41                   |                      |                      |
| 2002-2003 | Otters d'Érié              | LHO          | 68 | 4                | 7                | 11               | 148              | --               | -- | --                   | --                   | --                   |                      |                      |
| 2002-2003 | Mighty Ducks de Cincinnati | LAH          | 9  | 1                | 0                | 1                | 4                | --               | -- | --                   | --                   | --                   |                      |                      |
| 2003-2004 | Otters d'Érié              | LHO          | 68 | 8                | 32               | 40               | 105              | 9                | 2  | 3                    | 5                    | 10                   |                      |                      |
| 2003-2004 | Bulls de Billings          | NAHL         | 5  | 0                | 0                | 0                | 2                |                  |    |                      |                      |                      |                      |                      |
| 2004-2005 | Otters d'Érié              | LHO          | 67 | 8                | 26               | 34               | 89               | 6                | 1  | 4                    | 5                    | 18                   |                      |                      |
| 2004-2005 | Grrrowl de Greenville      | ECHL         | 2  | 0                | 0                | 0                | 2                | 7                | 2  | 3                    | 5                    | 6                    |                      |                      |
| 2005-2006 | Admirals de Norfolk        | LAH          | 47 | 1                | 6                | 7                | 103              | --               | -- | --                   | --                   | --                   |                      |                      |
| 2006-2007 | Gladiators de Gwinnett     | ECHL         | 55 | 1                | 7                | 8                | 78               | --               | -- | --                   | --                   | --                   |                      |                      |
| 2006-2007 | Thunder de Stockton        | ECHL         | 16 | 2                | 6                | 8                | 33               | 6                | 0  | 0                    | 0                    | 10                   |                      |                      |
| 2006-2007 | Wolves de Chicago          | LAH          | 4  | 0                | 0                | 0                | 6                | --               | -- | --                   | --                   | --                   |                      |                      |
| 2007-2008 | Thunder de Stockton        | ECHL         | 72 | 10               | 24               | 34               | 81               | 5                | 0  | 0                    | 0                    | 4                    |                      |                      |
| 2008-2009 | Briançon                   | Ligue Magnus | 26 | 4                | 14               | 18               | 64               | 12               | 0  | 2                    | 2                    | 38                   |                      |                      |
| 2008-2009 | Briançon                   | CdF          | 1  | 0                | 0                | 0                | 12               |                  |    |                      |                      |                      |                      |                      |
| 2008-2009 | Briançon                   | CdlL         | 11 | 2                | 4                | 6                | 32               |                  |    |                      |                      |                      |                      |                      |
| 2009-2010 | Coventry Blaze             | EIHL         | 56 | 8                | 27               | 35               | 94               |                  |    |                      |                      |                      |                      |                      |
| 2010-2011 | Coventry Blaze             | EIHL         | 42 | 3                | 19               | 22               | 85               | 2                | 0  | 0                    | 0                    | 4                    |                      |                      |
| 2011-2012 | SSI Vipiteno Broncos       | Série A      | 22 | 3                | 5                | 8                | 34               | -                | -  | -                    | -                    | -                    |                      |                      |